# استار وان
استار وان (به هلندی: Star One) (به نام استار وانِ آرین آنتونی لوکاسن نیز اشاره دارد) یک ابرگروه و یکی از پروژه‌های موسیقی‌دان هلندی، آرین آنتونی لوکاسن، است. موسیقی استار وان ترکیبی از اسپیس راک و موسیقی پراگرسیو متال است.
برخلاف آلبوم‌های ارین، آلبوم‌های این پروژهٔ آنتونی لوکاسن؛ از یک خط داستانی پیروی نمی‌کند و به جای آن هر آهنگ دارای یک مفهوم علمی–تخیلی است، بیشترِ قطعه‌ها برپایهٔ فیلمها و سری‌های تلویزیونیِ موجود بنانهاده شده‌است.
نام گروه برگرفته از سری دوم مجموعه تلویزیونی «Blake's 7» گرفته شده‌است.

## آلبوم‌ها
- Space Metal
- Victims of the Modern Age